# Cheater (canção de Michael Jackson)
"Cheater" é uma canção escrita por Michael Jackson e Greg Phillinganes em 1986, originalmente programada para aparecer no álbum Bad, de Michael, mas que acabou fora da listagem original.
A canção só veio a ser lançada oficialmente em 2004, como faixa inédita da coletânea The Ultimate Collection, de Michael Jackson.

## Lançamento e comentários
Michael Jackson gravou uma versão demo de "Cheater" em 1986 para seu álbum Bad, mas apesar de ser um de seus singles favoritos na época, ele não conseguiu incluí-lo na listagem completa final.
Para promover o box set The Ultimate Collection, a Epic Records lança, no final de outubro de 2004, um maxi single com os destaques da coletânea, tanto nos EUA como na Europa. Das doze faixas escolhidas, oito hits abrangiam a carreira adulta de Jackson, e as outras quatro faixas - "Scared of the Moon", "Beautiful Girl", "We've Had Enough" e "Cheater" - eram inéditas. Um CD single de "Cheater" e um LP com uma versão remixada de "One More Chance" também seriam lançados no mesmo ano para promover o box set, mas foram cancelados por razões desconhecidas.
Stephen Thomas Erlewine, da Allmusic, descreveu "Cheater" como "tão covarde, frouxa, e viva" quanto "o fato de Jackson não ter feito alarde de seus álbuns durante todo aquele tempo". Um vídeo da canção foi mostrado em alguns canais de TV paga, o qual apresentava clipes do DVD Live in Bucharest: The Dangerous Tour, lançado em 2005.